# The Wheel (singolo)
The Wheel è un singolo del cantante britannico Sohn, pubblicato il 23 settembre 2012 come unico estratto dal primo EP omonimo.

## Descrizione
Riguardo al significato del testo, in un'intervista concessa a Dummy, l'artista ha spiegato:
Nel 2014 The Wheel è stata inserita all'interno della lista tracce del primo album in studio Tremors.

## Video musicale
Il video del brano, realizzato da Devin Yuceil, Suze Olbrich e Nathaniel Rodriguez, è stato presentato da Noisey il 6 novembre 2012.

## Tracce
Testi e musiche di Sohn.
CD promozionale (Regno Unito)
1. The Wheel (Radio Edit)

Download digitale
1. The Wheel – 3:53